# Hygrophila sandwithii
Hygrophila sandwithii är en akantusväxtart som beskrevs av Cornelis Eliza Bertus Bremekamp. Hygrophila sandwithii ingår i släktet Hygrophila och familjen akantusväxter. Inga underarter finns listade i Catalogue of Life.